# ائوترپه
ائوترپه (به یونانی: Eὐτέρπη)، موز نی نوازی.
او یکی از نه دختر زئوس و منموسونه بود که هر یک الههٔ حامی هنری بودند. او الههٔ شادی و موز نی نواز بود.